# تاونشیپ ۶، شهرستان روکس، کانزاس
تاونشیپ ۶ (به انگلیسی: Township 6) یک منطقهٔ مسکونی در ایالات متحده آمریکا است که در کانزاس واقع شده است. تاونشیپ ۶ ۷۵ نفر جمعیت دارد و ۵۷۷ متر بالاتر از سطح دریا قرار دارد.